# Kalkschwämme
Die Kalkschwämme bilden eine Klasse der Schwämme (Porifera), die auch als Calcarea bezeichnet wird. Fossil konnten die Überreste von Kalkschwämmen bereits seit dem Kambrium nachgewiesen werden.
Die Zahl der rezenten Arten wird bei der Encyclopedia of Life mit 796 Arten, die sich in 83 Gattungen und 23 Familien aufteilen angegeben, während das World Register of Marine Species aktuell lediglich 559 separate Arten unterschieden (Stand: September 2023). Alle Arten der Kalkschwämme leben im Meer.

## Verbreitung
Alle Kalkschwämme leben aquatisch, wo sie überwiegend im Flachwasser, sowie in gemäßigten, wärmereren Regionen anzutreffen sind. Im Gegensatz zu der Mehrheit der restlichen Schwämme kommen Kalkschwämme auch versteckt in Höhlen- und Kleinhöhlenbereichen, in sog. kryptischen Habitaten vor.

## Merkmale
Kalkschwämme weisen viele ursprüngliche Merkmale auf, die sich seit dem Trias kaum verändert haben. Die Mehrzahl der Arten ist klein, nur ausnahmsweise werden Größen von bis zu 15 Zentimetern erreicht. Falls ein Skelett vorhanden ist, so ist aus ein-, drei- oder vierstrahligen Kalknadeln aufgebaut, die meist isoliert im umliegenden Gewebe eingebettet sind. Diese namensgebenden kalzitische Skleritnadeln der Schwämme sind gesteinsbildend.
Die Tiere besitzen ausschließlich Skleritnadeln mit einem weiten Formenspektrum, das von isolierten monactinalen, diactinalen, triactinalen bis zu tetractinalen Spicula reicht. Daneben kommen retikulate Skelette mit verschmolzenen Spicula vor. Eine Differenzierung der Spicula in Mega- und Mikroskleren ist dagegen nicht bekannt. Es kommen alle drei Organisationsgrade der Schwämme (Ascon-, Sycon- und Leucon-Typ) vor.

## Lebensweise
Kalkschwämme sind blinde, sessile Tiere, die ihr Leben lang an einem festen Ort verbringen. Als Filtrierer ernähren die Schwämme sich, indem sie das Wasser nach Plankton durchfiltern. Das Wasser strömt dabei durch zahlreiche Poren der Körperwand ins Innere des omnivoren Schwamms, wo es durch Kragengeißelkammern filtriert wird. Anschließend wird das Wasser über das Atrium und das Osculum wieder nach außen abgegeben.
Bei Calcarea konnte sowohl sexuelle als auch asexuelle Fortpflanzung nagewiesen werden.
Die Larven der Kalkschwämme, werden, je nach Form, Coeloblastula oder Amphiblastula genannt und verbleiben bis zum Schlupf im Muttertier.

## Systematik

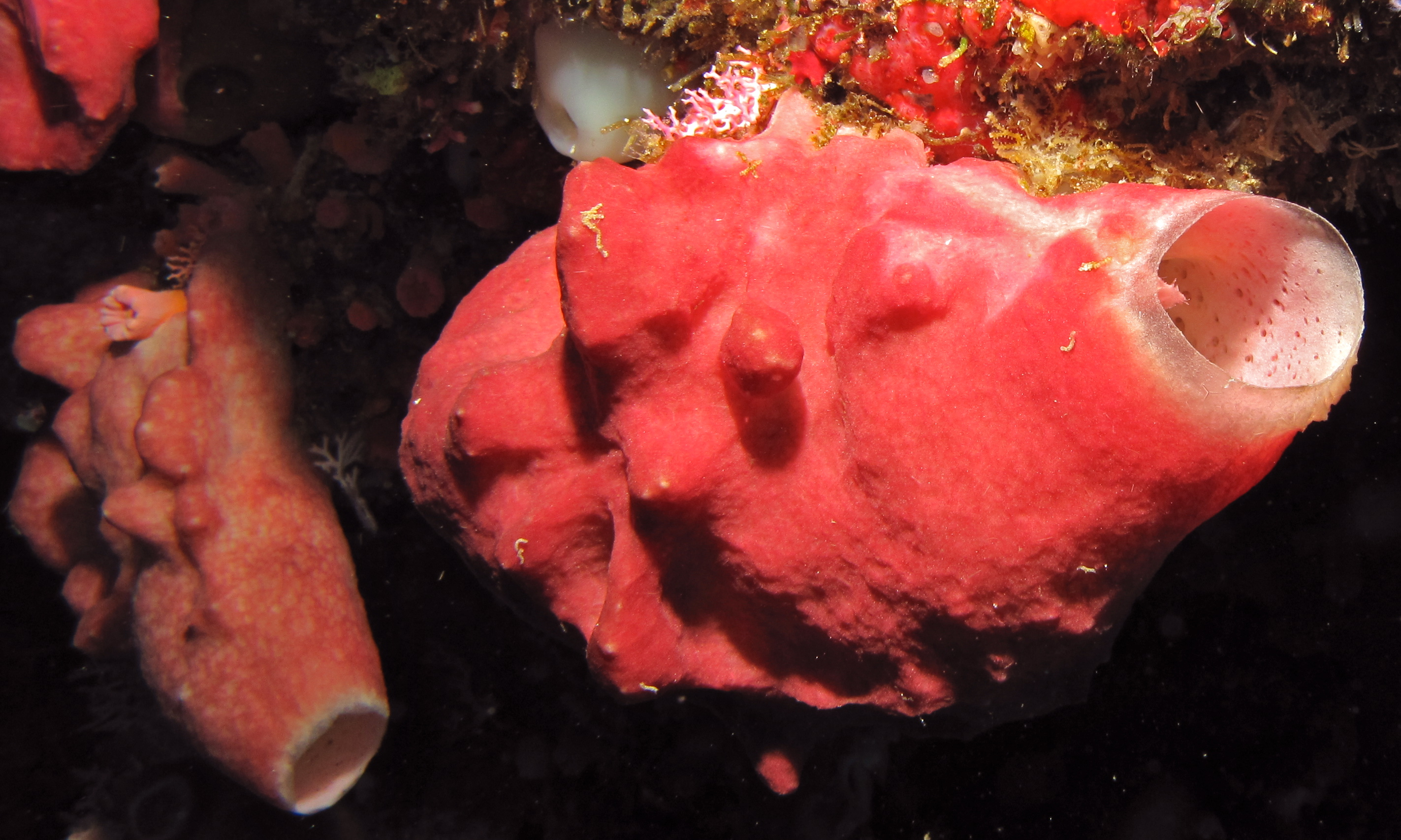
Leucetta primigenia aus der Ordnung der Clathrinida

Die über 550 Kalkschwämme werden derzeit in zwei Unterklassen mit jeweils mehreren Ordnungen unterteilt:
Klasse: Kalkschwämme Calcarea
- Unterklasse: Calcaronea[6]
  - 1. Ordnung: Baerida (mit vier Familien)
  - 2. Ordnung: Leucosolenida (mit 9 Familien)
  - 3. Ordnung: Lithonida (einzige Familie: Minchinellidae)

- Unterklasse: Calcinea[7]
  - Einzige Ordnung: Clathrinida (mit 9 Familien, darunter die ehemals eigenständige Gattung der Murrayonida(Dendy & Row, 1913)[8])

Daneben unterscheidet man noch das im erdgeschichtlichen System des Perm ausgestorbene Taxon Heteractinida, bei der es sich wahrscheinlich um eine basale Gruppe der Kalkschwämme handelte.

## Ökologische Bedeutung

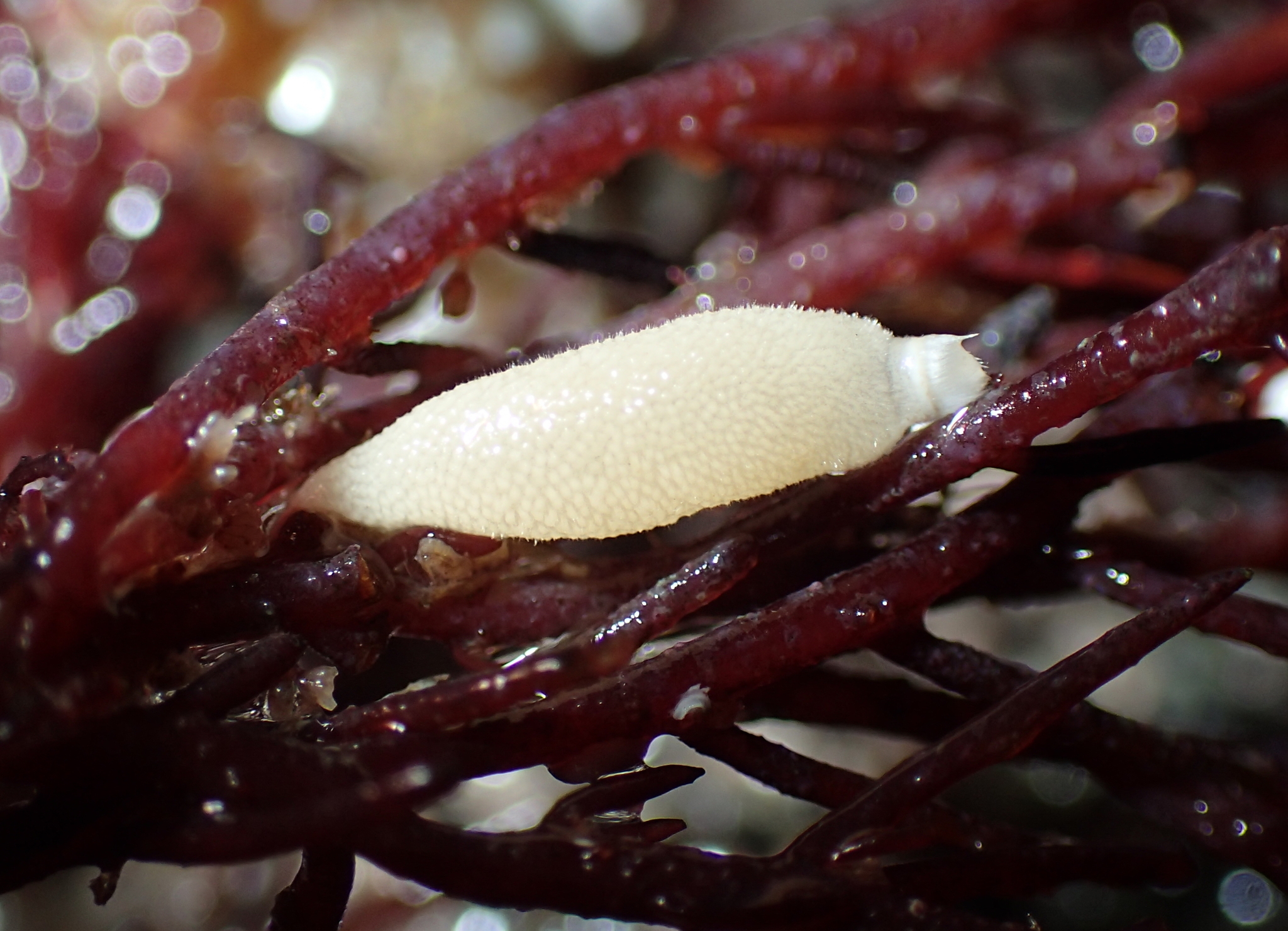
Sycon ciliatum aus der Ordnung der Leucosolenida

Über die Bedeutung der Schwämme für andere Lebensgemeinschaften ist bisher nicht viel bekannt. Da sie neben Plankton auch Bakterien aus dem Wasser filtern und dafür anorganische Exkrete abgeben, profitiert ihr gesamtes Umfeld. In Korallenriffen werden diese anorganischen Hinterlassenschaften von Meerespflanzen und anderen Riffbewohnern als wertvolle Nährstoffe aufgenommen.